# قائمة المدربين الفائزين بكأس الإنتركونتيننتال
كأس الإنتركونتيننتال (بالإنجليزية: Intercontinental Cup)‏ أو  كأس تويوتا  (بالإنجليزية: Toyota Cup)‏ هي منافسة أوروبية-أمريكية جنوبية لأندية كرة القدم كان ينظمها كل من الاتحاد الأوروبي لكرة القدم واتحاد أمريكا الجنوبية لكرة القدم وهي تعتبر بمثابة نواة كأس العالم للأندية. وتجمع الفائز من بطولة دوري أبطال أوروبا والفائز ببطولة كأس ليبرتادوريس. أقيمت أول مرة في عام 1960 وفاز بها ريال مدريد الأسباني. بينما آخر بطولة أقيمت عام 2004 وفاز بها بورتو البرتغالي.
تعتبر بطولة كأس الانتركونتيننتال رابع بطولة تم إنشاءها لتحديد أفضل فريق بالعالم، فتم إنشاء قبلها 3 بطولات غير معترفة بها من قبل الاتحاد الدولي لكرة القدم هي كأس العالم المصغرة للأندية وكأس السير توماس ليبتون وكأس ريو الدولية. ولهذا تعتبر بطولة كأس الانتركونتيننتال سبب في إنشاء كأس العالم للأندية والتي أقيمت النسخة الأولى منها في عام 2000. ولهذا
تُعرَفْ جميع الفرق الفائزة بكأس البطولة أنها بطلة العالم.
أكثر المدربين فوزاً بالكأس هو الأرجنتيني كارلوس بيانكي، حيث فاز باللقب 3 مرات، مرة مع نادي فيليز سارسفيلد في 1994، ومرتين مع بوكا جونيورز أعوام 2000, 2003. وهو كذلك (كارلوس بيانكي) الوحيد الدي فاز باللقب مع فريقين مختلفين. بينماأول مدرب فاز بلقب كأس الإنتركونتيننتال بنظامه القديم (نظام الذهاب والإياب) هو الإسباني ميغيل مونيوز مع نادي ريال مدريد الإسباني عام 1960، وأول من فاز باللقب بنظامه الجديد (من مباراة واحدة على ملعب محايد) هو الأوروغواياني خوان ميوجيكا مع نادي ناسيونال الأوروغوياني عام 1980. يذكر أن المدربين الأرجنتينيين هم الأكثر تتويجاً باللقب برصيد 11 بطولة، يليهم المدربون الأورغوايانيون بـ 7 مرات و المدربون البرازيليون و الأيطاليون ب 6 مرات.

## المدربون الفائزون
- تعاقب 37 مدرباً في الفوز بكأس الإنتركونتيننتال.
- المدربون الأرجنتينيون هم الأكثر تتويجاً باللقب برصيد 11 بطولة، يليهم المدربين الأورغوايانيين بـ 7 مرات.
- أكثر مدرب تُوِّجَ باللقب هو الأرجنتيني كارلوس بيانكي، حيث فاز باللقب 3 مرات، مرة مع نادي فيليز سارسفيلد في 1994، ومرتين مع بوكا جونيورز أعوام 2000، 2003.
- المدرب الوحيد الذي فاز باللقب مع ناديين مختلفين هو الأرجنتيني كارلوس بيانكي، مرة مع نادي فيليز سارسفيلد، ومرتين مع بوكا جونيورز.
- أول مدرب فاز بلقب كأس الإنتركونتيننتال بنظامه القديم (نظام الذهاب والإياب) هو الإسباني ميغيل مونيوز مع نادي ريال مدريد الإسباني عام 1960.
- أول مدرب فاز بلقب كأس الإنتركونتيننتال بنظامه الجديد (من مباراة واحدة على ملعب محايد) هو الأوروغواياني خوان ميوجيكا مع نادي ناسيونال الأوروغوياني عام 1980.
- استطاع 4 مدربين الفوز بالكأس لمرتين متتاليتين، وهم:
  - البرازيلي لويس ألونسو بيريز مرتين مع نادي برشلونة أعوام 1962، 1963.
  - الأرجنتيني هيلينيو هيريرا مرتين مع نادي إنتر ميلان أعوام 1964، 1965
  - الإيطالي أريغو ساكي مرتين مع نادي إيه سي ميلان أعوام 1989، 1990.
  - البرازيلي تيلي سنتانا مرتين مع نادي ساو باولو أعوام 1992، 1993.

## سجل المدربين

### حسب السنوات

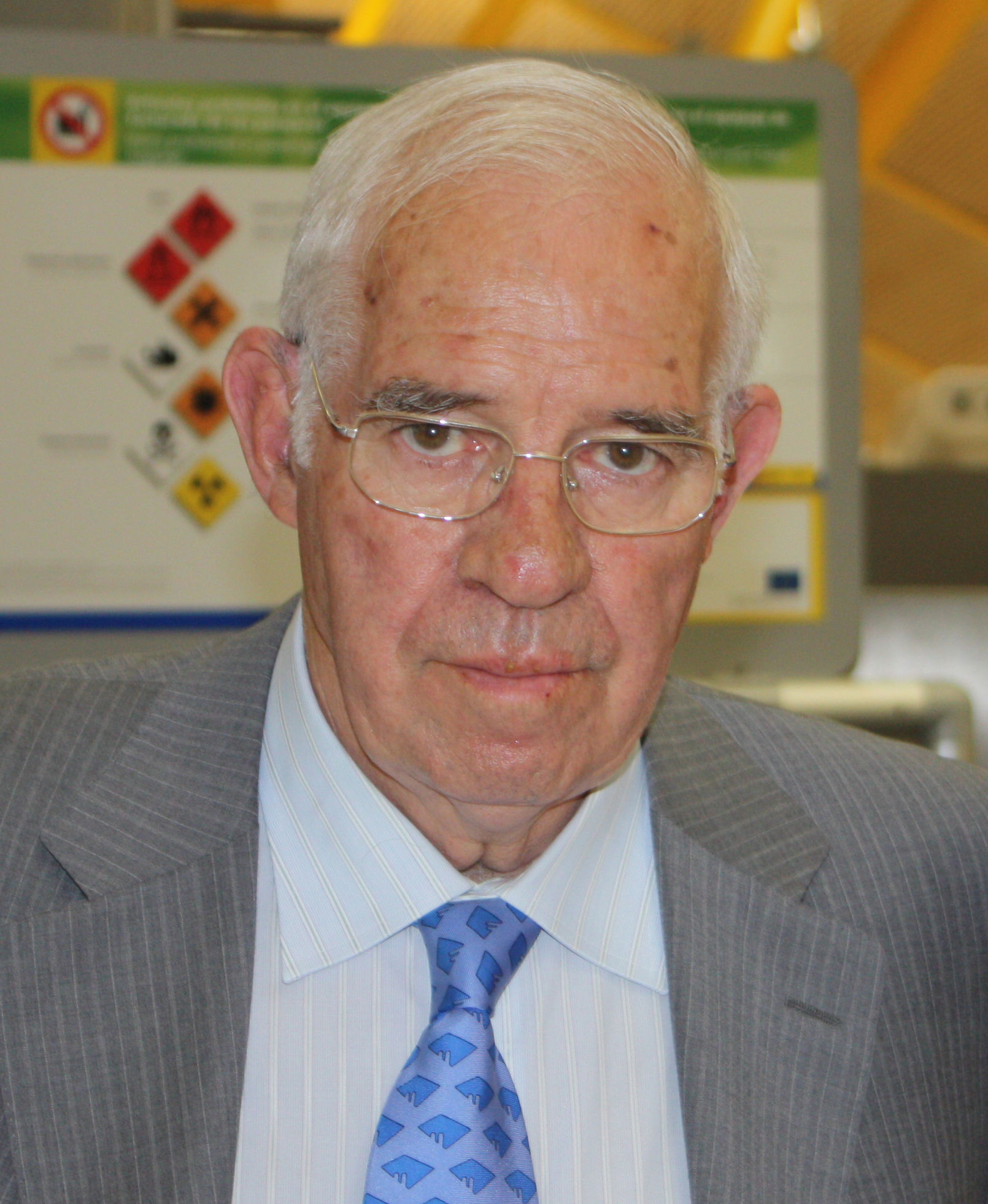
لويس أراغونيس فاز بالكأس مع أتلتيكو مدريد في 1974.

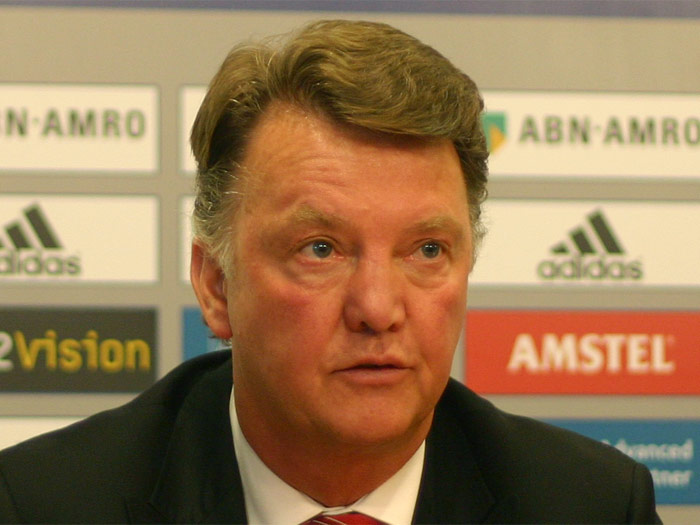
لويس فان خال فاز بالكأس مع أياكس أمستردام في 1995.

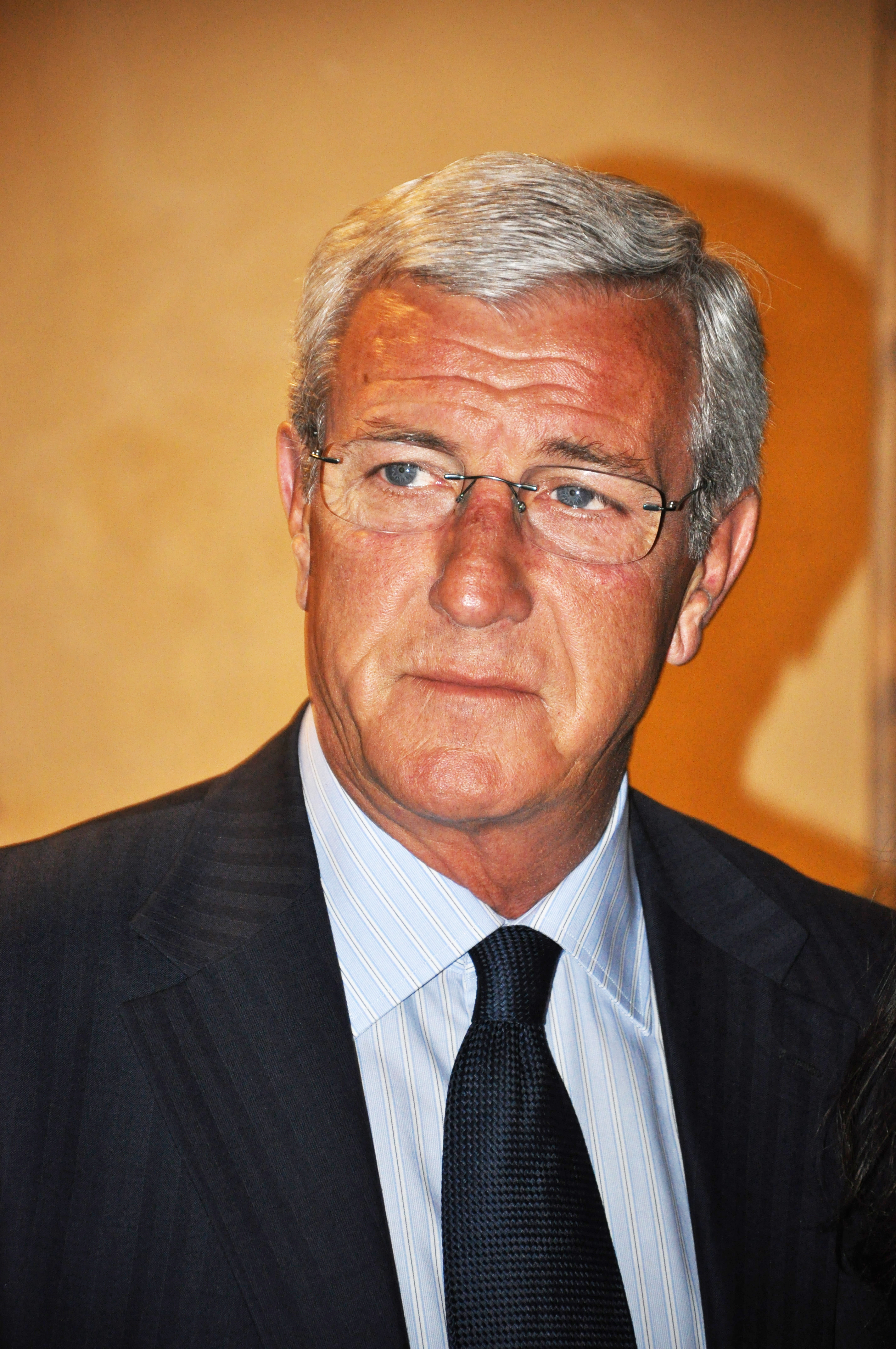
مارتشيلو ليبي فاز بالكأس مع يوفنتوس في 1996.

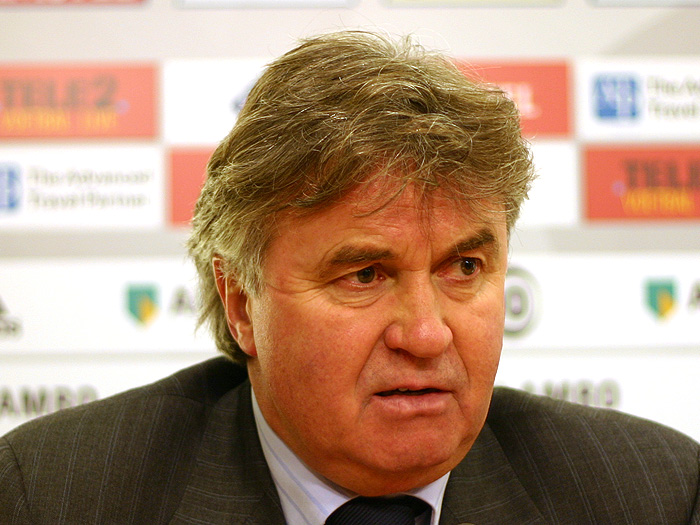
غوس هيدينك فاز بالكأس مع ريال مدريد في 1998.

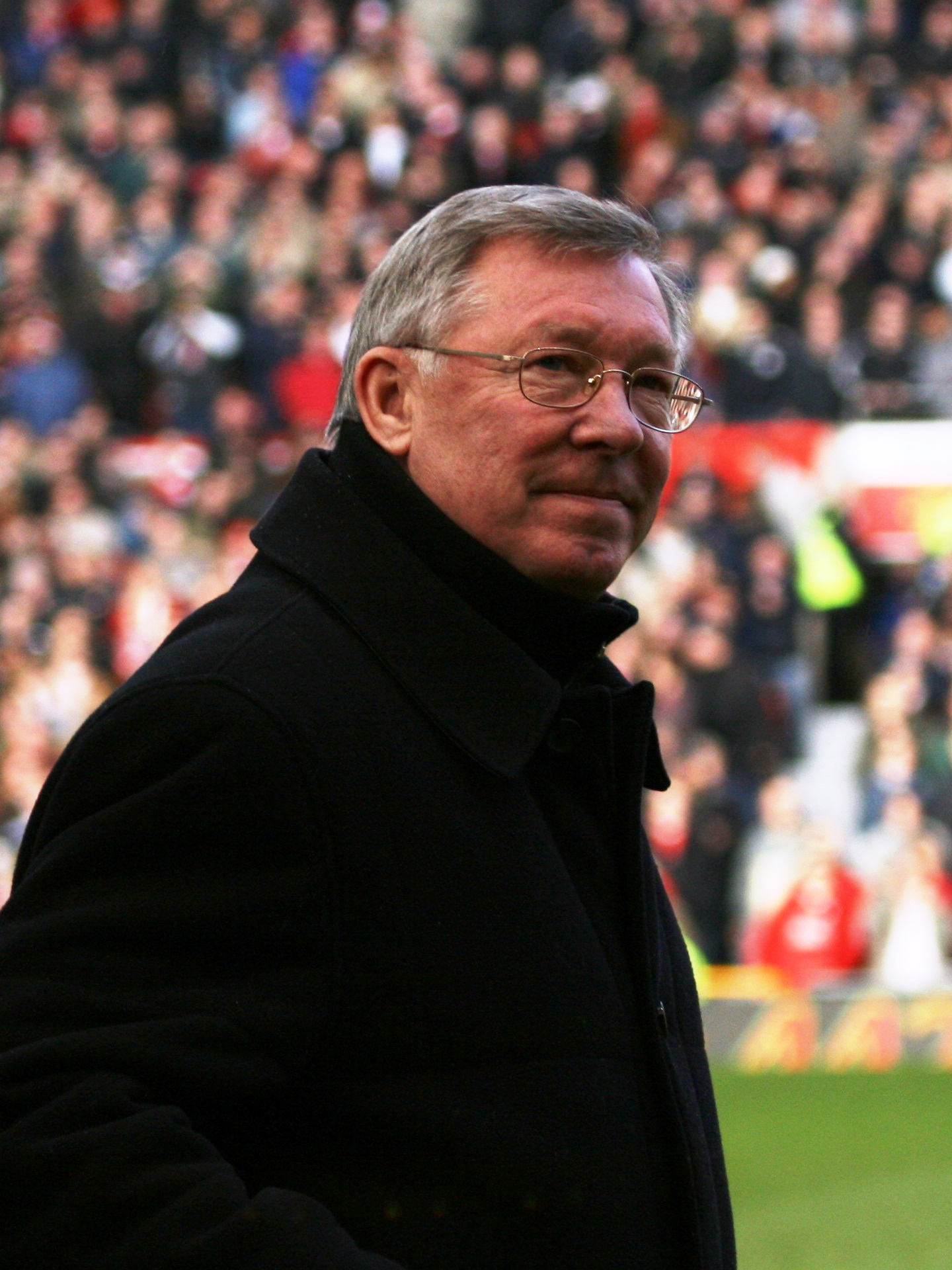
أليكس فيرغسون فاز بالكأس مع مانشستر يونايتد في 1999.

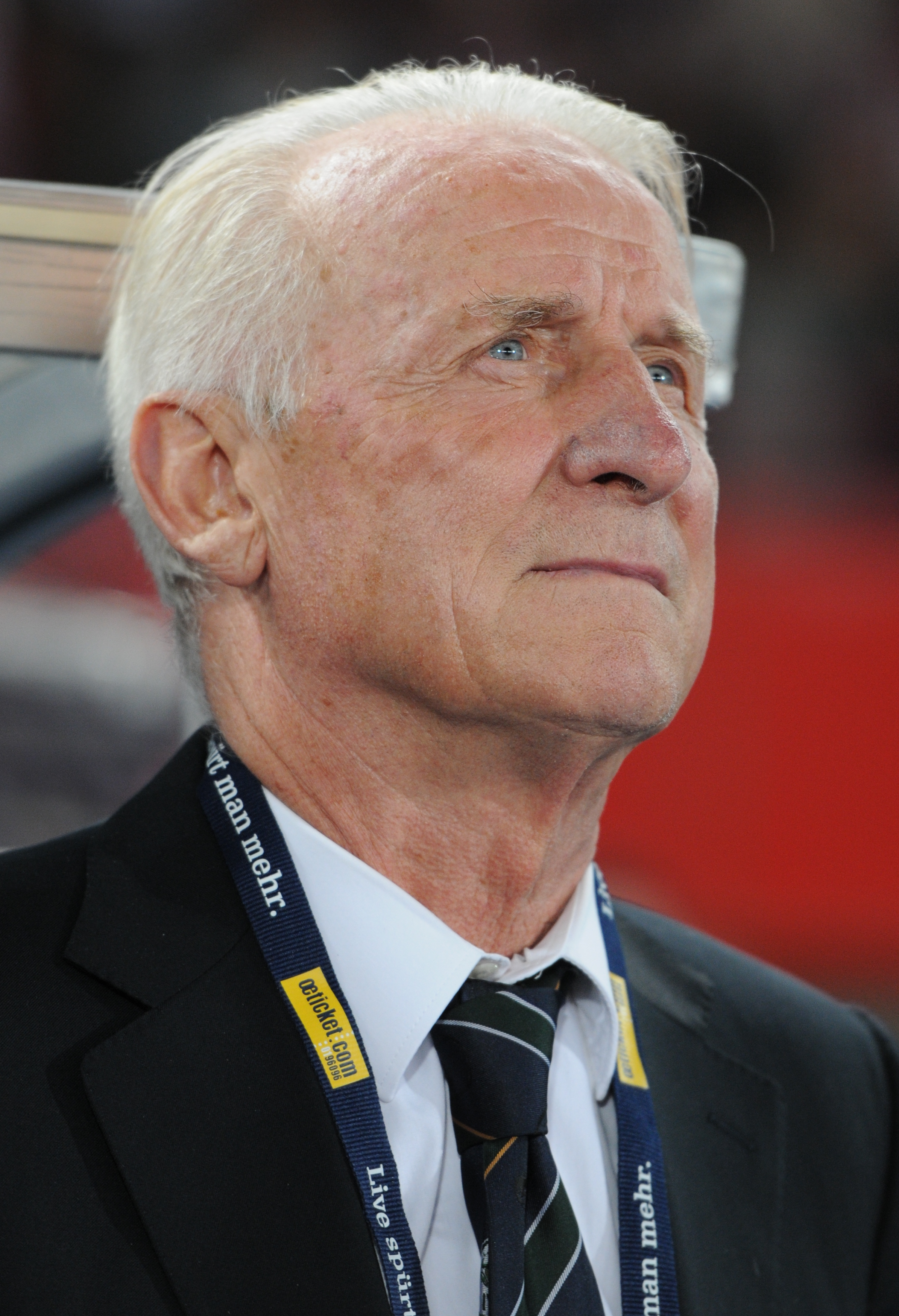
جوفاني تراباتوني فاز بالكأس مع يوفنتوس في 1985.

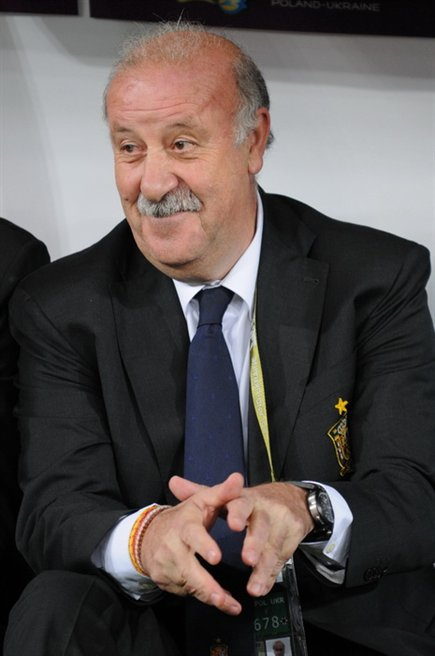
فيسنتي ديل بوسكي فاز مع ريال مدريد في 2002.

| النهائي | الجنسية          | المدرب الفائز         | البلد            | النادي                  | المرجع |
| ------- | ---------------- | --------------------- | ---------------- | ----------------------- | ------ |
| 1960    | إسبانيا          | ميغيل مونيوز          | إسبانيا          | ريال مدريد              | [ 8 ]  |
| 1961    | أوروغواي         | روبيرتو سكاروني       | أوروغواي         | بنيارول                 | [ 9 ]  |
| 1962    | البرازيل         | لويس ألونسو بيريز     | البرازيل         | سانتوس                  | [ 10 ] |
| 1963    | البرازيل         | لويس ألونسو بيريز     | البرازيل         | سانتوس                  | [ 10 ] |
| 1964    | الأرجنتين        | هيلينيو هيريرا        | إيطاليا          | إنتر ميلان              | [ 11 ] |
| 1965    | الأرجنتين        | هيلينيو هيريرا        | إيطاليا          | إنتر ميلان              | [ 11 ] |
| 1966    | أوروغواي         | روكي ماسبولي          | أوروغواي         | بنيارول                 | [ 12 ] |
| 1967    | الأرجنتين        | خوان خوسيه بيزيتي     | الأرجنتين        | راسينغ                  | [ 13 ] |
| 1968    | الأرجنتين        | أوزفالدو زيوبيلديا    | الأرجنتين        | إستوديانتيس دي لا بلاتا | [ 14 ] |
| 1969    | إيطاليا          | نيريو روكو            | إيطاليا          | إيه سي ميلان            | [ 15 ] |
| 1970    | النمسا           | إرنست هابل            | هولندا           | نادي فينورد             | [ 16 ] |
| 1971    | أوروغواي         | واشينغتون إيتشاميندي  | أوروغواي         | ناسيونال مونتيفيديو     | [ 17 ] |
| 1972    | رومانيا          | ستيفان كوفاتش         | هولندا           | أياكس أمستردام          | [ 18 ] |
| 1973    | الأرجنتين        | روبيرو فيريرو         | الأرجنتين        | إنديبندينتي             | [ 19 ] |
| 1974    | إسبانيا          | لويس أراغونيس         | إسبانيا          | أتلتيكو مدريد           | [ 20 ] |
| 1975    | تم إلغاء البطولة | تم إلغاء البطولة      | تم إلغاء البطولة | تم إلغاء البطولة        | [ 21 ] |
| 1976    | ألمانيا الغربية  | ديتمار كرامر          | ألمانيا الغربية  | بايرن ميونخ             | [ 22 ] |
| 1977    | الأرجنتين        | خوان كالرلوس لورينزو  | الأرجنتين        | بوكا جونيورز            | [ 23 ] |
| 1978    | تم إلغاء البطولة | تم إلغاء البطولة      | تم إلغاء البطولة | تم إلغاء البطولة        | [ 21 ] |
| 1979    | أوروغواي         | لويس كيوبيلا          | باراغواي         | أوليمبيا أسونسيون       | [ 24 ] |
| 1980    | أوروغواي         | خوان ميوجيكا          | أوروغواي         | ناسيونال مونتيفيديو     | [ 25 ] |
| 1981    | البرازيل         | باولو سيزار كاربجياني | البرازيل         | فلامينغو ريغاتاس        | [ 26 ] |
| 1982    | أوروغواي         | هوغو باغنولو          | أوروغواي         | بنيارول                 | [ 27 ] |
| 1983    | البرازيل         | فالدير إسبينوزا       | البرازيل         | غريميو بورتو أليغرينزي  | [ 28 ] |
| 1984    | الأرجنتين        | خوسيه باستوريزا       | الأرجنتين        | إنديبندينتي             | [ 29 ] |
| 1985    | إيطاليا          | جوفاني تراباتوني      | إيطاليا          | يوفنتوس                 | [ 30 ] |
| 1986    | الأرجنتين        | هيكتور فييرا          | الأرجنتين        | أتلتيكو ريفر بليت       | [ 31 ] |
| 1987    | يوغوسلافيا       | توميسلاف إيفيتش       | البرتغال         | بورتو                   | [ 32 ] |
| 1988    | أوروغواي         | روبيرتو فليتاس        | أوروغواي         | ناسيونال مونتيفيديو     | [ 33 ] |
| 1989    | إيطاليا          | أريغو ساكي            | إيطاليا          | إيه سي ميلان            | [ 34 ] |
| 1990    | إيطاليا          | أريغو ساكي            | إيطاليا          | إيه سي ميلان            | [ 34 ] |
| 1991    | يوغوسلافيا       | فلاديكا بوبوفتش       | يوغوسلافيا       | النجم الأحمر بلغراد     | [ 35 ] |
| 1992    | البرازيل         | تيلي سنتانا           | البرازيل         | ساو باولو               | [ 36 ] |
| 1993    | البرازيل         | تيلي سنتانا           | البرازيل         | ساو باولو               | [ 36 ] |
| 1994    | الأرجنتين        | كارلوس بيانكي         | الأرجنتين        | فيليز سارسفيلد          | [ 37 ] |
| 1995    | هولندا           | لويس فان خال          | هولندا           | أياكس أمستردام          | [ 38 ] |
| 1996    | إيطاليا          | مارتشيلو ليبي         | إيطاليا          | يوفنتوس                 | [ 39 ] |
| 1997    | إيطاليا          | نيفيو سكالا           | ألمانيا          | بوروسيا دورتموند        | [ 40 ] |
| 1998    | هولندا           | غوس هيدينك            | إسبانيا          | ريال مدريد              | [ 41 ] |
| 1999    | اسكتلندا         | أليكس فيرغسون         | إنجلترا          | مانشستر يونايتد         | [ 42 ] |
| 2000    | الأرجنتين        | كارلوس بيانكي         | الأرجنتين        | بوكا جونيورز            | [ 43 ] |
| 2001    | ألمانيا          | أوتمار هيتسفيلد       | ألمانيا          | بايرن ميونخ             | [ 44 ] |
| 2002    | إسبانيا          | فيسنتي ديل بوسكي      | إسبانيا          | ريال مدريد              | [ 45 ] |
| 2003    | الأرجنتين        | كارلوس بيانكي         | الأرجنتين        | بوكا جونيورز            | [ 46 ] |
| 2004    | إسبانيا          | فيكتور فيرنانديز      | البرتغال         | بورتو                   | [ 47 ] |

### حسب الألقاب
| الترتيب | البلد     | المدرب         | عدد مرات الفوز | عدد مرات الوصافة | سنوات الفوز      | سنوات الوصافة | الأندية الفائزة              |
| ------- | --------- | -------------- | -------------- | ---------------- | ---------------- | ------------- | ---------------------------- |
| 1       | الأرجنتين | كارلوس بيانكي  | 3              | 1                | 1994, 2000, 2003 | 2001          | فيليز سارسفيلد، بوكا جونيورز |
| 2       | البرازيل  | لويس ألونسو    | 2              | 0                | 1962, 1963       |               | سانتوس                       |
| 2       | الأرجنتين | هيلينيو هيريرا | 2              | 0                | 1964, 1965       |               | إنتر ميلان                   |
| 2       | إيطاليا   | أريغو ساكي     | 2              | 0                | 1989, 1990       |               | إيه سي ميلان                 |
| 2       | البرازيل  | تيلي سنتانا    | 2              | 0                | 1992, 1993       |               | ساو باولو                    |

### حسب البلد
| البلد      | عدد مرات الفوز |
| ---------- | -------------- |
| الأرجنتين  | 11             |
| الأوروغواي | 7              |
| البرازيل   | 6              |
| إيطاليا    | 6              |
| إسبانيا    | 4              |
| ألمانيا    | 2              |
| هولندا     | 2              |
| يوغوسلافيا | 2              |
| النمسا     | 1              |
| رومانيا    | 1              |
| إسكتلندا   | 1              |